# Dan erzjanskog jezika
Dan erzjanskog jezika (erzjanski: Эрзянь Келень Чи) praznik je erzjanskoga naroda u Rusiji. Obilježava se 16. travnja.
Obilježava se od 1993. godine, kada je Erzjanski fond za spas jezika „Anatolij Rjabov” u Saransku definirao 16. travnja kao Dan erzjanskog jezika, jer je to rođendan prvoga profesora erzjanskoga jezika, jezikoslovca Anatolija Rjabova.
Danas se Dan erzjanskog jezika slavi ne samo u Republici Mordovijij, gdje se erzjanski jezik koristi ravnopravno s ruskim i mokšom i službeni je jezik, već i u drugim ruskim gradovima u kojima živi erzjansko stanovništvo: Nižnji Novgorod, Samara, Moskva, Čeljabinsk, Murmansk i dr. Također se slavi i u inozemstvu u državama srodnih jezika kao što su: Estonija i Finska.
Organizatori događaja u Moskvi je "Glas Erzijana", a u Sankt Peterburgu - Savez Erzije "Ele".
Službeni svečani program nije precizno definiran i obično se održava u obliku otvorenih predavanja u školama i vrtićima, sastanaka s poznatim književnicima, pjesnicima, kreativcima, koncerata. Svrha događaja je prikazati jezik i književnost erzjanskoga naroda, kao i druge nacionalne uspjehe.